# Йоганн Баптист фон Спікс
Йоганн Баптист фон Спікс (нім. Johann Baptist von Spix; 1781-1826) — німецький натураліст. Автор численних біологічних таксонів. У 1817—1820 роках здійснив експедицію до Бразилії. З цієї експедиції Спікс привіз в Німеччину колекцію з 6500 рослин, 2700 комах, 85 ссавців, 350 птахів, 150 амфібій і 116 риб. Вони складають важливу основу сьогоднішньої Державної зоологічної колекції Мюнхена. Численні етнографічні екземпляри колекції (танцювальні маски тощо) знаходяться в музеї етнографії в Мюнхені.

## Вшанування
- У 1981 році на честь 200-ліття від його дня народження засновано Медаль імені Ріттера фон Спікса, яку вручають особливо заслуженим покровителям і меценатам Державної зоологічної колекції Мюнхена, а також за досягнення в теоретичній таксономії, філогенії та в галузі дослідження еволюції.
- У 2004 році у будинку, де народився учений, заснували невеликий музей.
- На честь Спікса названо біологічні таксони:
  - вид папуг Ара Спікса (Cyanopsitta spixii)
  - вид приматів Aotus vociferans
  - вид змій Micrurus spixii
  - вид птерозаврів Santanadactylus spixi
  - вид молюсків Asolene spixi
  - вид жуків Tetracha spixii
  - рід молюсків Spixia
  - викопний рід хвойних рослин Spixiarum